# Митрополит дабробосански Атанасије
Атанасије Љубојевић или Љубовић (око 1635 — 1712) је био српски православни митрополит дабробосански (од 1681. године), а потом и владика православних Срба на млетачким подручјима у далматинском залеђу и хабзбуршким подручјима у Горњој Крајини. У историји је забележен као једини епархијски архијереј из времена обновљене Српске патријаршије (1557-1766) који је епархијску службу обављао и под турском и под млетачком и под хабзбуршком влашћу.

## Српски владика у Босни под Турцима
Љубојевић потиче из Сарајева, одакле је био родом. Након смрти дабробосанског митрополита Христофора Пивљанина (1681), српски патријарх Арсеније III је поставио Атанасија Љубојевића за новог дабробосанског митрополита са седиштем у древном дабарском манастиру Светог Николе у Бањи на Лиму. Митрополитов положај пред државним властима је озваничен бератом турског султана Мехмеда IV (1682). Током првих година службе, митрополит је управљао целокупним подручјем Дабробосанске епархије, које се простирало од доњег Полимља, преко средишњих босанских области, до Цетине, Буковице, Лике, Крбаве, Поуња и Зринопоља на крајњем западу епархијског подручја. Редовно је походио парохију у Сарајеву. Епархијанима је упућивао писма и посланице у којима је указивао на потребу будног чувања правоверне вере.
Турско насиље над православним хришћанима и црквеним установама на подручју Полимља током Бечког рата (1683-1699) навело је митрополита да напусти катедрални манастир Бању (1688). Заједно са сродницима и делом монаштва из дабарских манастира прешао је на западна подручја Дабробосанске епархије, која су током ратних година потпала под млетачку и хабзбуршку власт. На овим подручјима наставио је да обавља службу епархијског архијереја. Остао је привржен патријарху Арсенију III од кога је добио преписе првих привилегија, дарованих српском народу 1690. и 1691. године од цара Леополда I.

## Српски владика у млетачкој Далмацији
Током првих година након одласка из турске Босне, тежиште митрополитове службе било је на подручју млетачке Далмације. По доласку у далматинско залеђе, уредио је архијерејско боравиште при храму Светог Николе у Кули Атлагића. Пред млетачким властима у Далмацији иступао је уз позивање на српске привилегије (1692). Уживао је подршку православног свештенства и народних првака, који су се (1693) на челу са сердаром Завишом Јанковићем заузели за озваничење митрополитовог положаја пред млетачким властима. Пошто нису желели да допусте да млетачка државна власт озваничи митрополитов положај, римокатолички бискупи и остали противници српске јерархије и православне вере искористили су митрополитове повремене преласке на суседно хабзбуршко подручје Лике и Крбаве да га пред млетачким властима оптуже за учешће у исељавању становништва. На подстицај тадашњег нунција у Венецији и његових сарадника у Далмацији, млетачке власти су заузеле непријатељски став према митрополиту, који је потом морао да се пресели на суседна хабзбуршка подручја.

## Српски владика у хабзбуршкој Крајини
Након преласка на подручје Лике и Крбаве, приступио је (1695) уређењу новог архијерејског боравишта у личком селу Метку. Посећивао је и православне Србе на подручју Зринопоља, на којем је основан манастир Комоговина. На темељу српских повластица и раније припадности тог подручја краљевини Славонији, од бана Адама Баћањија је (1696) добио потврду верског старешинства над православним народом и свештенством на подручју нових крајина између река Купе и Уне. Састајао се и са српским патријархом Арсенијем (1698), коме је остао трајно привржен.
Током ратних и поратних година успео је да очува епархијски поредак на подручјима Зринопоља, Лике и Крбаве, што је навело српског патријарха Арсенија III да епархијску надлежност владике Атанасија прошири и на предратно подручје Карловачког генералата. Тиме је доврешено стварање јединствене епархије на подручју Горње Крајине. Нова епархија је обухватала Карловачки генералат са Ликом и Крбавом и новом крајином између Купе и Уне, са три главна духовна средишта у манастирима Комоговини, Гомирју и Метку.
Противници српске јерархије и православне вере су током ратних и поратних година у неколико наврата покушали да осујете делатност овог српског архијереја на хабзбуршким подручјима, али у томе нису успели, пошто је владика Атанасије уживао велики углед код православног свештенства и народа. Након смрти патријарха Арсенија III (1706), владика је наставио да се залаже за очување црквеног и народног јединства свих православних Срба у хабзбуршким земљама. Упркос првобитном противљењу државних власти, владика Атанасије је заједно са осталим представницима православних Срба из Горње Крајине успео да се укључи у рад Крушедолског сабора (1708), на којем је било одбрањено црквено и народно јединство православних Срба у хабзбуршким земљама.
Иако је након сабора од државних власти затражена потврда владичине надлежности на целокупном подручју Горње Крајине, цар Јозеф I му је признао надлежност само на подручјима Зринопоља, Лике и Крбаве (1708). Тиме је био доведен у питање будући опстанак јединствене епархије. Након владичине смрти (1712), на црквено-народном сабору који је одржан 1713. године у Сремским Карловцима донета је одлука да се на подручју Горње Крајине поред епархије која је обухватала Зринопоље, Лику и Крбаву створи и посебна епархија, која је обухватала предратно подрује Карловачког генералата. За владичиног наследника у првој, Костајничкој епархији тада је изабран Дионисије Угарковић, а за наследника у другој, Горњокарловачкој епархији изабран је Данило Љуботина.
Претпоставља се да је владика умро у манастиру Комоговини, где је вероватно и сахрањен. Због неспоразума око заоставштине, српски патријарх Мојсије Рајовић је посмртно изопштио владику Атанасија, али ова одлука је недуго потом (1714) саборно опозвана и поништена од самог патријарха, пошто су сва спорна питања у међувремену решена заслугом крушедолског митрополита Вићентија Поповића.
Митрополит Атанасије Љубојевић је био један од најзаслужнијих српских архијереја из раног нововековног раздобља. Успех његове пастирске службе на разним подручјима која су била под турском, млетачком и хабзбуршком влашћу представља трајно сведочанство о народном јединству православних Срба на Западним странама обновљене Српске патријаршије (1557-1766).